# Abbenans
 Abbenans  es una población y comuna francesa, en la Región de Borgoña-Franco Condado, departamento de Doubs, en el distrito de Besançon y cantón de Baumes-les-Dames.

## Demografía
| Gráfica de evolución demográfica de Abbenans entre 2004 y 2019 |
|                                                                |

Fuentes: INSEE.

## Políticos
Elecciones Presidential Segunda Vuelta:
| Elección | Elección | Candidato Ganador | Partido | %     |
| -------- | -------- | ----------------- | ------- | ----- |
|          | 2022     | Marine Le Pen     | RN      | 67,42 |
|          | 2017     | Emmanuel Macron   | EM      | 50,29 |
|          | 2012     | François Hollande | PS      | 68,88 |
|          | 2007     | Ségolène Royal    | PS      | 64,35 |
|          | 2002     | Jacques Chirac    | RPR     | 74,10 |